# الأصيلاب (حبيش)

تعديل مصدري - تعديل

الأصيلاب هي إحدى قرى عزلة نقيل العقاب بمديرية حبيش التابعة لمحافظة إب، بلغ تعداد سكانها 84 نسمة حسب تعداد اليمن لعام 2004.